# 錢德拉布爾縣
錢德拉布爾縣（Chandrapur district）是印度馬哈拉施特拉邦的一個縣，位於該國西部，面積10,690平方公里，2001年人口2,071,101，人口密度每平方公里194人。
19°57′N 79°18′E / 19.950°N 79.300°E